# Nils Personne (skådespelare)
För andra betydelser, se Nils Personne.

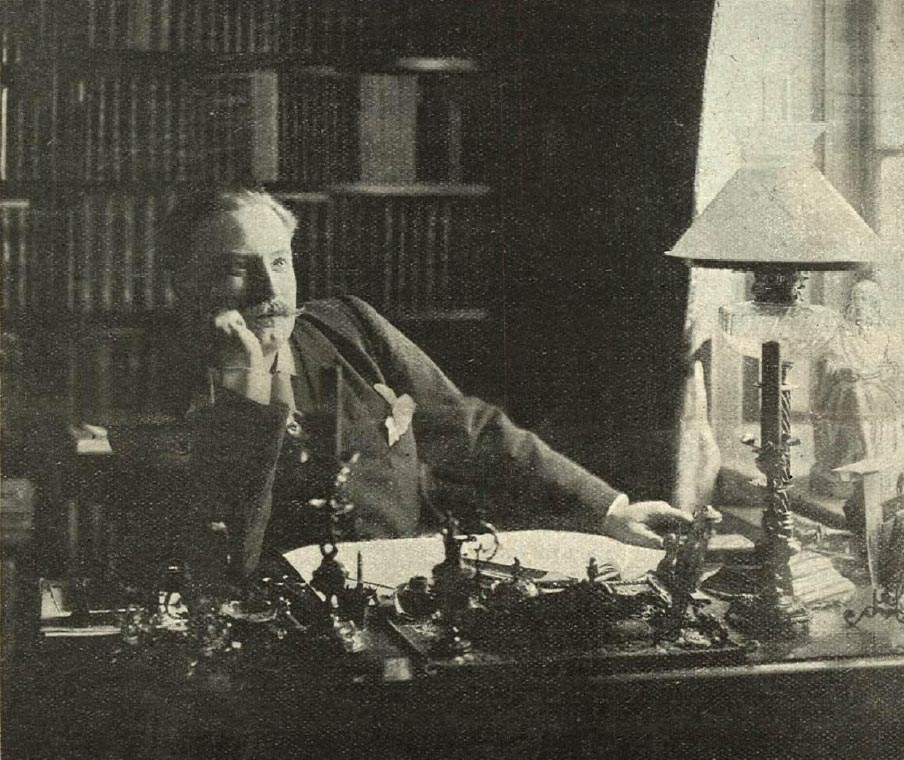
Nils Personne.

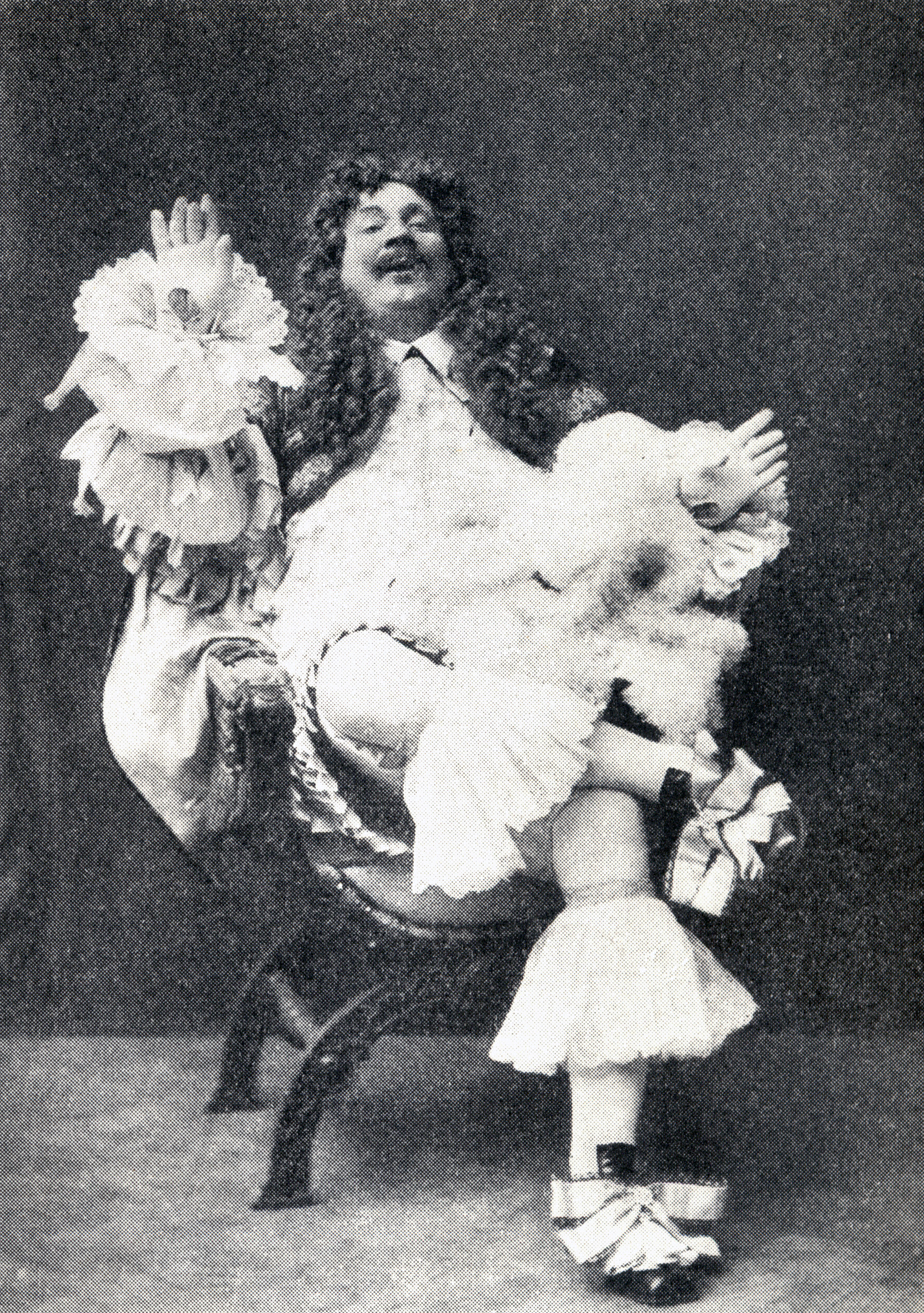
Nils Personne som Mascarille i De löjliga preciöserna. 1908.

Nils Edvard Personne, född 15 januari 1850 i Hedvig Eleonora församling, Stockholm, död 15 juni 1928 i Oscars församling, Stockholm, var en svensk skådespelare och regissör. Han var gift med skådespelaren Amanda Janson och kusin till biskop John Personne.

## Biografi
Personne kom i kontakt med skådespeleriet i samband med juridiska studier vid Uppsala universitet 1869–1876, där han flitigt deltog i studentspexen på Stockholms nation. Han scendebuterade 1876  i Herr Perrichons resa på Dramaten, och engagerades året efter till den fasta ensemblen. Perioden 1885-1892 var han även teaterns huvudregissör. I samband med att Svenska riksdagen drog in hela anslaget till Dramaten och Operan 1888 kom han att bli medlem i den association som tog över driften av Dramaten och blev chef för verksamheten vid Dramaten 1898. Han var dessförinnan rektor för Dramatens elevskola 1890-1898.
Efter slitningar med personalen på Dramaten 1904 lämnade Personne teatern och gav gästspel i Göteborg och hos Albert Ranft på Svenska teatern i Stockholm. Han var därefter anställd på Svenska teatern åren 1905–1907, innan hösten 1907 återvände till Dramatens skådespelarensemble. 1910 blev han lärare vid Dramatens elevskola.
Personne blev 1927 filosofie hedersdoktor vid Stockholms högskola. Hans teaterhistoriska forskningar har resulterat i Svenska teatern (åtta band, 1913–1927), en omfattande beskrivning av den svenska teatern fram till 1842. Personne var även 1917–1922 ordförande i Svenska teaterförbundet.
Personne testamenterade 300.000 kronor till olika ändamål, bland annat 100.000 kronor till Nationalmuseum och Stockholms högskola.
Bland Personnes roller märks Majtreja i Vasantasena, Polonius i Hamlet, narren i Kung Lear, Malvolio i Trettondagsafton, Benedikt i Mycket väsen för ingenting, Orgon i Tartuffe, Mascarille i De löjliga preciöserna, Scapin i Scapins skälmstycken, Figaro i Figaros bröllop, Fregattkaptenen, Sjövall i Ett resande teatersällskap, byråchefen i Kronans kaka, Stensgård och Hejre i De ungas förbund, Duval i Duvals skilsmässa, greve Arcieri i Stulen lycka, Cyrano de Bergerac och hertigen i Den gröna fracken.
Nils Personne är begravd på Norra begravningsplatsen i Stockholm. Han har fått en gata uppkallad efter sig, Personnevägen i Hägersten i Stockholm.

### Översättningar
- Schiller, Friedrich von (1893). Kabal och kärlek : sorgespel i 5 akter afdelade i tablåer. Stockholm: H. Geber. Libris 1626063
- Kleist, Heinrich von (1895). Den sönderslagna krukan : lustspel i en akt. Stockholm: Looström & K. Libris 1623882
- Molière (2000). Skapäng. Stockholm: Kungliga Dramatiska teatern. Libris 8418506

## Teater

### Roller
| År   | Roll                             | Produktion                                                                                | Regi            | Teater                      |
| ---- | -------------------------------- | ----------------------------------------------------------------------------------------- | --------------- | --------------------------- |
| 1876 | Robert Savary                    | Herr Perrichons resa (Le Voyage de M. Perrichon) Eugène Labiche                           |                 | Kungliga Dramatiska Teatern |
| 1886 | Henning, målare                  | Geografi och kärlek (Geografi og kærlighed) Bjørnstjerne Bjørnson                         |                 | Kungliga Dramatiska Teatern |
| 1889 | Styver                           | Kärlekens komedi (Kjærlighedens Komedie) Henrik Ibsen                                     |                 | Dramatiska Teatern          |
| 1889 |                                  | En för bägge och bägge för en (Et Stridspunkt) Emma Gad                                   |                 | Dramatiska Teatern          |
| 1890 | Ivan Alexandrovitsch Chlestakow  | Revisorn (Ревизо́р, Revizór) Nikolaj Gogol                                                 |                 | Dramatiska Teatern          |
| 1891 | Ferapont Iljitj Bezpandin        | Arvskiftet (Завтрак у предводителя, Zavtrak u predvoditelja) Ivan Turgenjev               |                 | Dramatiska Teatern          |
| 1892 | Grefve Maagenhjelm               | Kära släkten (Den kjære Familie) Gustav Esmann                                            |                 | Dramatiska Teatern          |
| 1894 | Malvolio                         | Trettondagsafton eller Hvad ni vill (Twelfth Night, or What You Will) William Shakespeare |                 | Dramatiska Teatern          |
| 1898 | Greve Skytt                      | Gurli Petrus Holmiensis                                                                   |                 | Dramatiska Teatern          |
| 1899 | Hallerstedt                      | Damen från Ostende (Hans Huckebein) Oscar Blumenthal och Gustav Kadelburg                 |                 | Dramatiska Teatern          |
| 1901 | Cyrano de Bergerac               | Cyrano de Bergerac Edmond Rostand                                                         |                 | Dramatiska Teatern          |
| 1901 | Bellac                           | Sällskap där man har tråkigt (Le monde où l'on s'ennuie ) Édouard Pailleron               |                 | Dramatiska Teatern          |
| 1901 | Greve Skytt                      | Gurli Henrik Christiernson                                                                |                 | Dramatiska Teatern          |
| 1902 | Benedikt                         | Mycket väsen för ingenting (Much Ado About Nothing) William Shakespeare                   |                 | Dramatiska Teatern          |
| 1902 | Lefèbvre                         | Madame Sans-Gêne Victorien Sardou och Émile Moreau                                        |                 | Dramatiska Teatern          |
| 1902 | Cabriac                          | Historiska slottet (Château historique!) Alexandre Bisson                                 |                 | Dramatiska Teatern          |
| 1903 | Winkler d.ä                      | Guld och gröna skogar Tor Hedberg                                                         |                 | Dramatiska Teatern          |
| 1904 | Fromont                          | Fregattkaptenen Frans Hedberg                                                             |                 | Dramatiska Teatern          |
| 1904 | Figaro                           | Figaros bröllop (La Folle Journée, ou Le Mariage de Figaro) Pierre de Beaumarchais        |                 | Svenska teatern, Stockholm  |
| 1905 | Markgreven                       | Livets dal (Der Thal des Lebens) Max Dreyer                                               | Karl Hedberg    | Svenska teatern, Stockholm  |
| 1906 | Claus, narr hos ärkebiskopen     | Gillets hemlighet August Strindberg                                                       | Karl Hedberg    | Svenska teatern, Stockholm  |
| 1906 |                                  | Livet på landet (Ut mine Stromtid) Fritz Reuter                                           |                 | Svenska teatern, Stockholm  |
| 1907 |                                  | Henrik IV (Henry the Fourth) William Shakespeare                                          |                 | Svenska teatern, Stockholm  |
| 1907 |                                  | Husarfeber (Husarenfieber) Gustav Kadelburg                                               |                 | Svenska teatern, Stockholm  |
| 1908 | Mascarille                       | De löjliga preciöserna (Les Précieuses Ridicules) Molière                                 | Emil Grandinson | Dramaten                    |
| 1908 | Dusterer                         | Samvetets mask (Gewissenwurm) Ludwig Anzengruber                                          | Gustaf Linden   | Dramaten                    |
| 1908 | Frazer                           | Syndafloden Henning Berger                                                                | Gustaf Linden   | Dramaten                    |
| 1909 | Herr Duval                       | Duvals skilsmässa (Les Surprises du divorce) Alexander Bisson och Antony Mars             |                 | Dramaten                    |
| 1910 | Perrichon                        | Herr Perrichons resa (Le Voyage de M. Perrichon) Eugène Labiche                           |                 | Dramaten                    |
| 1919 | Grefven af Caversham             | En idealisk äkta man (An Ideal Husband) Oscar Wilde                                       | Karl Hedberg    | Dramaten                    |
| 1920 | Lindgren                         | Paradsängen Gunnar Heiberg                                                                | Karl Hedberg    | Dramaten                    |
| 1920 | Oktavio                          | Det röda bandet Carl Mathern och Toni Impekoven                                           | Karl Hedberg    | Dramaten                    |
| 1921 | Truffaldino                      | Turandot Carlo Gozzi                                                                      | Olof Molander   | Dramaten                    |
| 1921 | Albert Letourael                 | Resan till Le Havre (Mademoiselle ma mère) Louis Verneuil                                 | Tor Hedberg     | Dramaten                    |
| 1922 | Henri Duval                      | Duvals skilsmässa (Les Surprises du divorce) Alexandre Bisson och Antony Mars             | Gustaf Linden   | Dramaten                    |
| 1922 | Storfursten Fjodor Michailowisch | Storfursten (Le Grand Duc) Sacha Guitry                                                   | Olof Molander   | Dramaten                    |
| 1923 | Grosshandlare Friis              | Kära släkten (Den kjære Familje) Gustav Esmann                                            | Tor Hedberg     | Dramaten                    |
| 1923 | Earlen av Loam                   | Den beundrandsvärde Crichton (The Admirable Crichton) J. M. Barrie                        | Karl Hedberg    | Dramaten                    |